# Seznam ekonomskih vsebin
Seznam ekonomskih vsebin vsebuje nekaj najpogostejših ekonomskih pojmov.
| Aktiva - Blago - Blagovna menjava - Bilanca - Borza - Bruto družbeni proizvod - BDP - Cena - Davek - Delnica - Delničar - Delniška družba - delo na črno - Denar - Deflacija - Devize - Devizni tečaj - Digitalna ekonomija - Dohodek - Ekonomist - Ekonomska rast - Euribor - Evropski antitrustovski zakon - Finance - Geomarketing - Gospodarstvo - Gospodarski subjekt - Informacijska ekonomija - Kapital - Kapitalizem - Kartel - Kolektivizacija - Koncern - Korporacija - Kredit - Manufaktura - Merkantilizem - Menica - Obresti - Obrestno obrestni račun - Obrestna stopnja - Osnovni kapital - Pasiva - Plačilni promet - Ponudba - Povpraševanje - Proizvodnja - Protekcionizem - Rebalans - Recesija - Tajkun - Tranzicija - Trgovska družba - Trust - Tržišče - |